# Route nationale 62 (France)
Pour les articles homonymes, voir Route nationale 62.
La route nationale 62, ou RN 62, est une ancienne route nationale française. Elle a, dans sa dernière version, relié Haguenau à Sarreguemines. Mais auparavant, de 1824 à 1972, elle reliait Haguenau à la frontière franco-allemande vers Deux-Ponts. Elle succédait à la route impériale 80 de Strasbourg à Deux-Ponts par Bitche qui avait été créée le 16 décembre 1811. Elle a été déclassée en :
- RD 962 (Moselle) : entre Bitche et la frontière allemande à compter du 1er octobre 1972.
- RD 662 (Bas-Rhin) : traversée de l'agglomération de Niederbronn-les-Bains depuis les années 1970.
- RD 1062 (Bas-Rhin) : tracé dans le Bas-Rhin à compter du 1er janvier 2006 (à l'exception de la traversée de Haguenau[1]).
- RD 662 (Moselle) : tracé dans la Moselle à compter du 1er janvier 2006.

En sortant de Haguenau, la RN 62 remonte tout d'abord la vallée de la Zinsel du Nord, parallèlement à la voie ferrée de Haguenau à Bitche qu'elle suit sur la plus grande partie de son parcours, puis, après Gundershoffen, celle du Falkensteinbach. Une grande déviation évite les traversées de Gundershoffen, Reichshoffen et Niederbronn-les-Bains. L'ancien tracé traversant ces communes a été déclassé en RD 662. À la fin de la déviation, la RN 62 entre dans la forêt de Niederbronn et la vallée se rétrécit brusquement entre les reliefs des Vosges du Nord. À la papeterie d'Éguelshardt, la route quitte la vallée du Falkensteinbach et grimpe entre les forêts de Mouterhouse et de Sturzelbronn pour atteindre Bitche. La RN 62 suit ensuite la vallée de la Horn pendant quelques kilomètres avant de monter à travers la forêt de Gendersberg, de redescendre dans la vallée du Breidenbach puis de remonter vers la frontière franco-allemande.
Entre Bitche et la frontière allemande, une nouvelle route a été construite dans les années 1980. Cet axe offrant un tracé plus rectiligne (reprenant celui d'une ancienne voie romaine d'où le nom de chemin des Romains) et, mis à part à la sortie de Bitche, un meilleur profil, a ensuite été prolongé à ses deux extrémités par les déviations de Bitche et de Schweyen. Ce nouveau tracé qui a pris une bonne part du trafic de l'ancienne RN 62 au nord de Bitche n'a pas pris un nom en rapport avec celui de l'ancienne nationale qu'il doublait puisqu'il a été nommé CD 35A. Cependant, à la suite de la création d'une liaison entre cette route et la gare de Wœlfling-lès-Sarreguemines, la partie sud du CD 35A et la déviation de Bitche ont pris le nom de RD 620.
Il est à noter que la RN 62 était l'une des rares routes classées en 1824 à se terminer « abruptement ». En effet, la RN 62 ne dépassait pas Haguenau alors que toutes les autres routes nationales passant par cette ville avaient un numéro supérieur au sien.

## Tracés

### De Haguenau à Deux-Ponts (de 1824 à 1972) (D 1062, D 662 & D 962)
- Haguenau (km 0) D  1062
- Mertzwiller (km 10)
- Gundershoffen (déviée) (km 15)
- Reichshoffen (déviée) (km 18)
- Niederbronn-les-Bains (déviée) (km 21) D  1062
- Philippsbourg (km 29) D  662
- Lieschbach, commune de Philippsbourg
- Bannstein, commune d'Eguelshardt
- Eguelshardt (km 37)
- Stockbronn, commune de Bitche D 662
- Bitche (km 44) D  962
- Breidenbach (km 55)
- Windhof, commune de Schweyen (km 59) D  962
- Allemagne (km 61) B 424

### De Haguenau à Sarreguemines (de 1972 à 2005) (D 1062 & D 662)
- Haguenau (km 0) D  1062
- Mertzwiller (km 10)
- Gundershoffen (déviée) (km 15)
- Reichshoffen (déviée) (km 18)

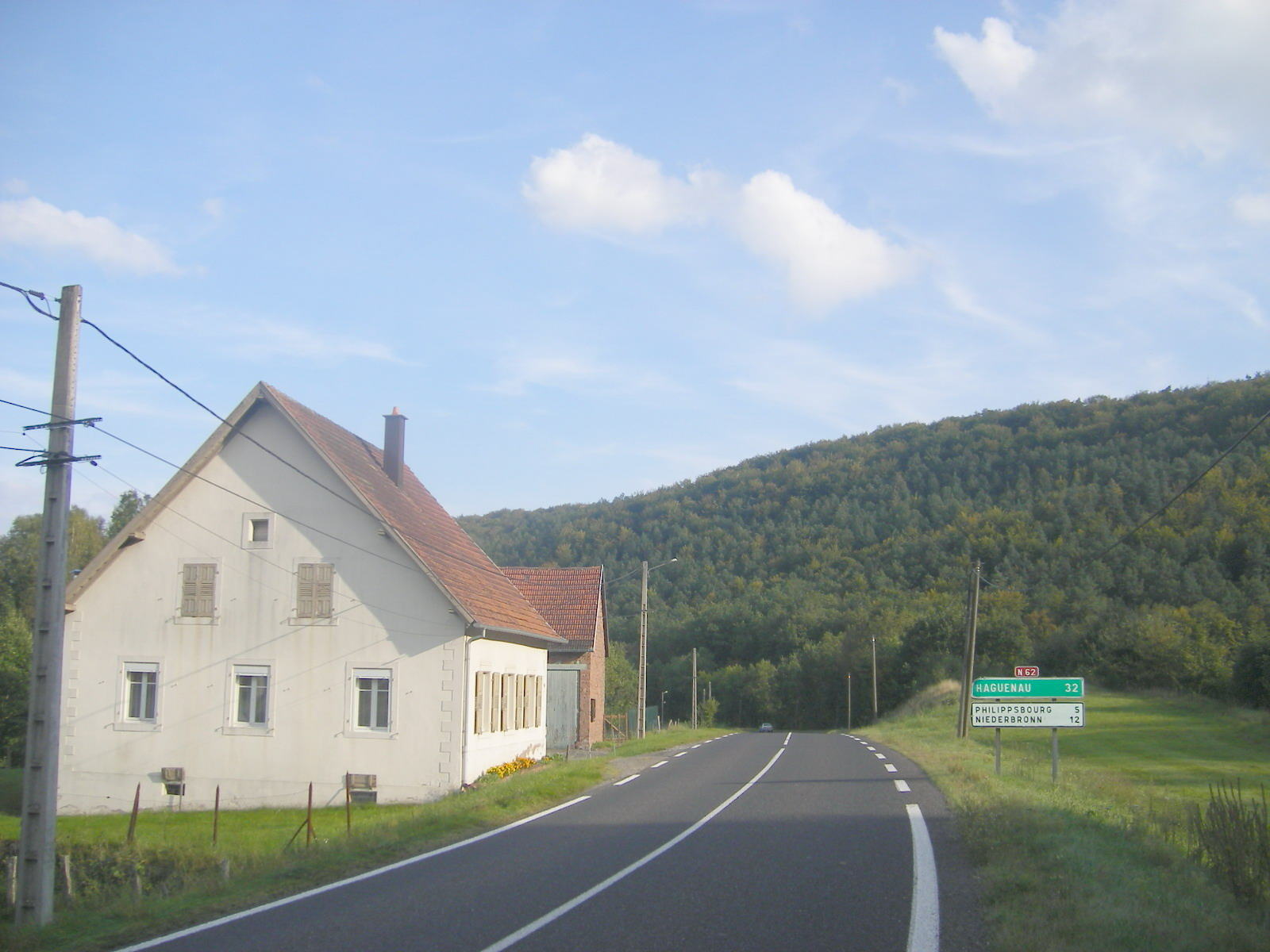
La RN 62 à Bannstein

- Niederbronn-les-Bains (déviée) (km 21) D  1062
- Philippsbourg (km 29) D  662
- Lieschbach, commune de Philippsbourg
- Bannstein, commune d'Eguelshardt
- Eguelshardt (km 37)
- Stockbronn, commune de Bitche
- Bitche (km 44)
- Reyersviller (km 48)
- La Fromuehle, commune de Siersthal (km 54)
- Meyerhof, commune de Petit-Réderching (km 57)
- Rohrbach-lès-Bitche (km 60)
- Gros-Réderching (km 65)
- Neunkirch, commune de Sarreguemines
- Sarreguemines D  662 (km 79)

(voir plus haut la description du parcours entre Haguenau et Bitche)
La route suit entre Bitche et Neunkirch le tracé d'une route qui avait été classée nationale le 1er janvier 1931 sous le nom de RN 410 puis, de Neunkirch au centre-ville de Sarreguemines, quelques hectomètres de l'ancienne RN 74. À la sortie de Bitche, la route rejoint à Schwangerbach la vallée du Schwangerbach qu'elle suit jusqu'à La Fromuehle puis emprunte le tracé rectiligne d'une ancienne voie romaine jusqu'à Neunkirch. De Meyerhof à l'entrée dans l'agglomération de Sarreguemines, elle suit également la voie ferrée de Bitche à Sarreguemines. Dans les années 2000, une route de contournement par le nord passant près de Rimling et rejoignant le tracé de l'ancienne RN 410 près de la gare de Wœlfling-lès-Sarreguemines a été construite. C'est la RD 620 qui n'a jamais été classée dans le réseau national en raison des déclassements effectués en 2006  mais qui constitue aujourd'hui l'itinéraire préférentiel entre Bitche et Sarreguemines. À l'autre extrémité, le tracé dans Neunkirch et Sarreguemines avait été déclassé peu de temps avant au profit de la rocade sud rejoignant la rocade ouest (RN 61) près de la ZA de Bantzenheim.

## Trafic et aménagements
Le trafic de la RN 62 diminue au fur et à mesure que l'on s'éloigne de Haguenau. Les comptages journaliers corrigés donnaient pour 2005 (dernières années avant le déclassement) :
- centre-ville de Haguenau (RN 63)
  - 14 700 véhicules par jour
- échangeur de la rocade de Haguenau (RN 1063)
  - 15 400 véhicules par jour
- Mertzwiller
  - 13 900 véhicules par jour
- carrefour du CD 250 vers Griesbach et Mietesheim
  - 15 300 véhicules par jour
- carrefour du CD 242 vers Gundershoffen et Gumbrechtshoffen
  - 9 450 véhicules par jour
- carrefour du CD 28 vers Niederbronn-les-Bains et Oberbronn
  - 4 750 véhicules par jour
- limite de la Moselle

et pour l'ancien tracé (RD 662) via l'agglomération de Niederbronn-les-Bains :
- Gundershoffen
  - 8 200 véhicules par jour
- Reichshoffen
  - 6 900 véhicules par jour
- Niederbronn-les-Bains
  - 1 940 véhicules par jour
- carrefour avec la RN 62 (extrémité nord-ouest de la déviation)

L'ex RN 62 n'est pas adaptée à son trafic et est donc congestionnée. Depuis les années 1970, les élus locaux réclament à cor et à cri l'aménagement de la RN 62. La déviation de l'agglomération de Niederbronn-les-Bains date des années 1970 et, depuis, les seules améliorations ont eu lieu en Moselle (déviations de Sarreguemines et de Bitche et nouveaux tracés entre cette dernière ville et la frontière allemande puis entre les environs d'Hottviller et la gare de Wœlfling-lès-Sarreguemines). Depuis 1987, il est prévu d'aménager la RN 62 à 2x2 voies entre Haguenau et la limite de la Moselle mais les réalisations se font attendre. Le fait que la route soit restée nationale jusqu'en 2006 a retardé les aménagements ; d'ailleurs, tous les aménagements effectués en Moselle à l'exception de la déviation de Sarreguemines ont été financés par ce département. La RN 62 est strictement à deux voies, sans aucun créneau de dépassement à l'exception d'une section à 2x2 voies construite sur le nouveau tracé mosellan (RD 620). Les élus locaux ont déjà effectués des blocages de la route pour exprimer leur mécontentement. Le point noir le plus notable est la traversée de Mertzwiller. Les feux tricolores installés dans ce bourg y créent des bouchons quotidiens. Cet aménagement dont il a été question dès 1955 et dont les emprises étaient réservées depuis 1979 a été inscrit au contrat de plan État-région 2000-2006 mais, après que la présence de Pies-grièches eut conduit à faire modifier le tracé, deux espèces protégées ont été découvertes dans les environs : le papillon azuré de la sanguisorbe, et l'escargot Vertigo angustior, ce qui a engendré de nouvelles études préalables et donc de nouveaux reports des travaux. Finalement, le contournement de Mertzwiller a été déclaré prioritaire par le Conseil général du Bas-Rhin qui a hérité de la route et les travaux pourraient démarrer en 2010.
La RN 62 est considérée comme plus accidentogène que les autres axes de la région. La section mosellane l'est davantage du fait des nombreuses courbes de la traversée des Vosges du Nord. Dans la plaine, des vitesses excessives facilitées par le tracé rectiligne sont à l'origine d'accidents. Des giratoires ont été aménagés pour réguler le trafic et éviter ces dépassements de la vitesse autorisée. Deux radars ont été installés, l'un entre Haguenau et Mertzwiller a été mis en service le 11 avril 2005 (ce fut le premier du Bas-Rhin installé sur un axe à 2 voies), l'autre, entre Philippsbourg et Niederbronn-les-Bains, est situé au virage du stand de tir, un lieu célèbre localement pour ses accidents.

## Tourisme
La RN 62 est une route particulièrement pittoresque dans la traversée des Vosges du Nord (entre Niederbronn-les-Bains et Bitche). Elle a une grande partie de son tracé comprise dans l'emprise du parc naturel régional des Vosges du Nord : de Reichshoffen à la frontière allemande (tracé de 1824) ou de Reichshoffen à la Fromuehle (tracé de 1972). Elle traverse également la réserve de biosphère transfrontalière des Vosges du Nord-Pfälzerwald. Les principales attractions touristiques situées sur la route ou à très courte distance sont :
- Haguenau (édifices religieux et civils, musée, forêt de Haguenau...)
- Niederbronn-les-Bains (ruines du château du Wasenbourg, panorama du Grand Wintersberg, thermes, forêt de Niederbronn...)
- Oberbronn (panorama du Wasenkœpfel, forêt de Niederbronn...)
- Philippsbourg (rochers du Ramstein, étang de Hanau, forêt de Hanau...)
- Baerenthal (forêt de Hanau...)
- Éguelshardt (ruines du château de Waldeck, étang de Hanau, forêts...)
- Bitche (édifices militaires, religieux et civils, musée, étang de Hasselfurt, forêts...)
- Haspelschiedt (chapelle Saint-Wendelin...)
- Schorbach (chapelle du Rocher...)
- Schweyen (chapelle des Saints...)

et, pour le tracé en direction de Sarreguemines :
- Reyersviller (chêne des Suédois...)
- Siersthal (fort du Simserhof...)
- Bettviller (fort Casso...)
- Bliesbruck (parc archéologique...)
- Sarreguemines (édifices religieux et civils, musée, forêt de Sarreguemines...)

## Place dans le réseau
La RN 62 avait une place marginale dans le réseau des routes nationales d'avant les années 1970. Route frontalière, elle croisait très peu d'autres routes nationales :
- la RN 63 à Haguenau (la RN 419 étant jumelée avec la RN 63 lorsqu'elle croise la RN 62) ;
- la RN 410 à Bitche.

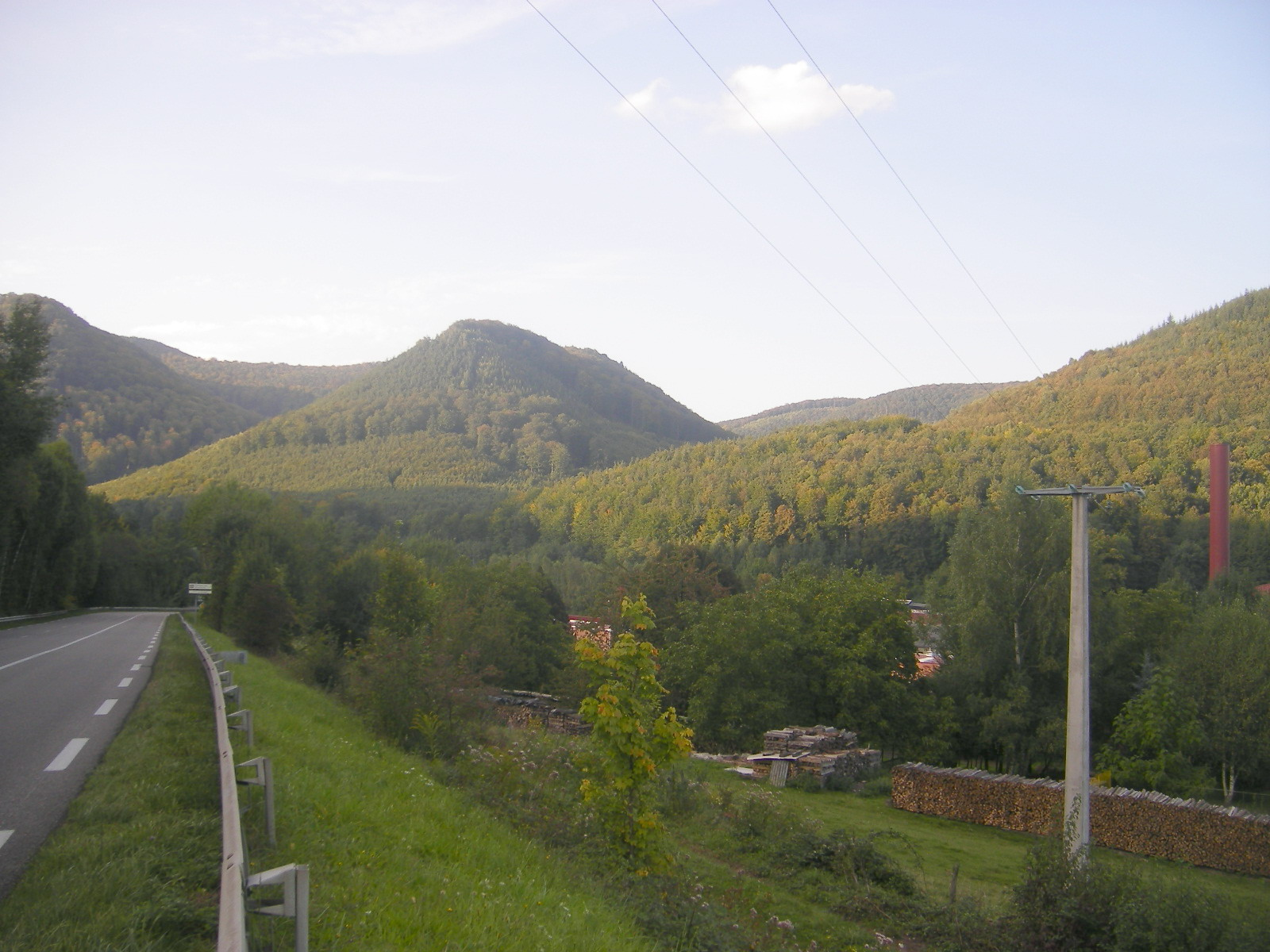
La RN 62 près de Niederbronn-les-Bains
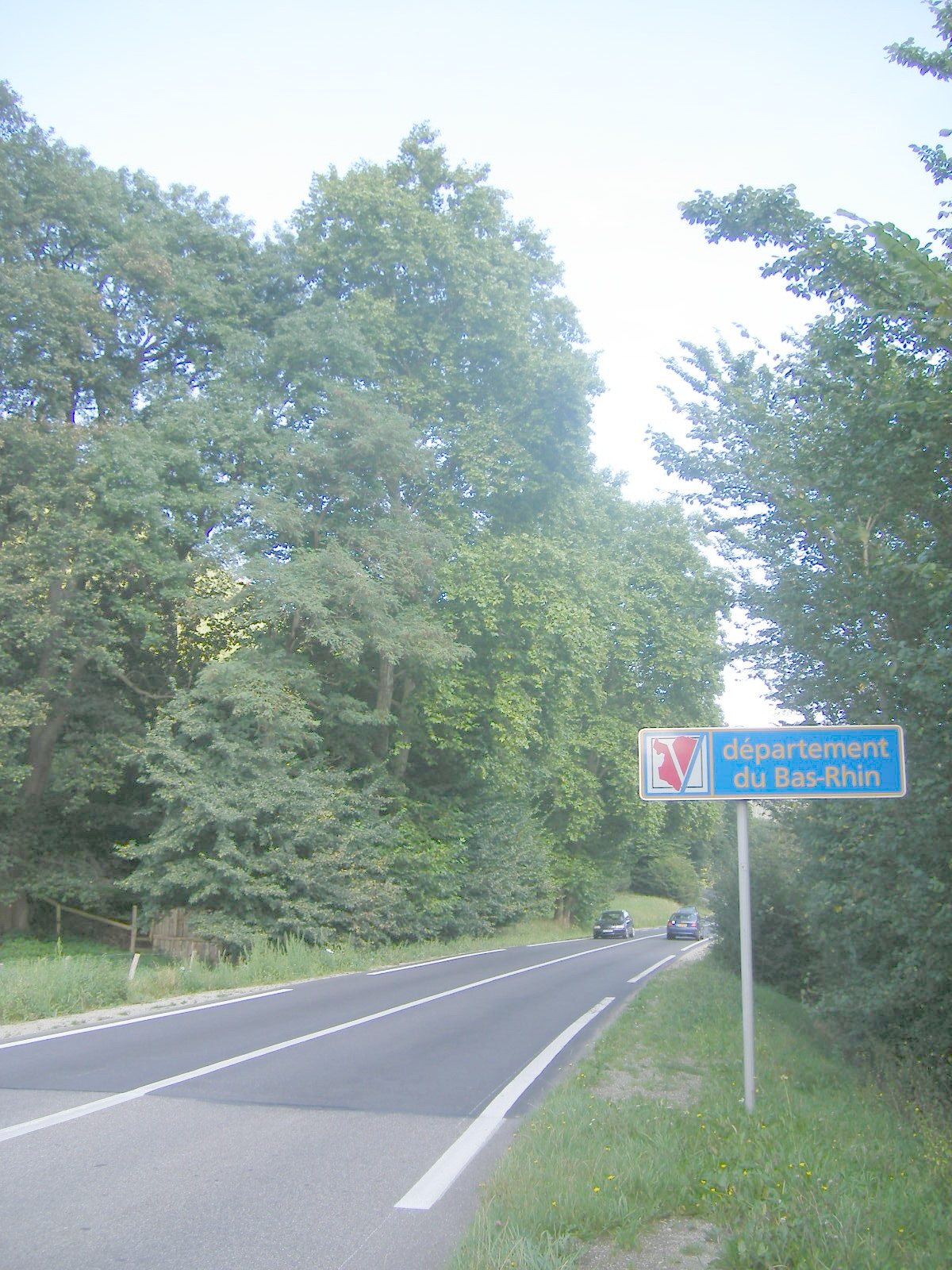
La RN 62 à la limite du Bas-Rhin et de la Moselle
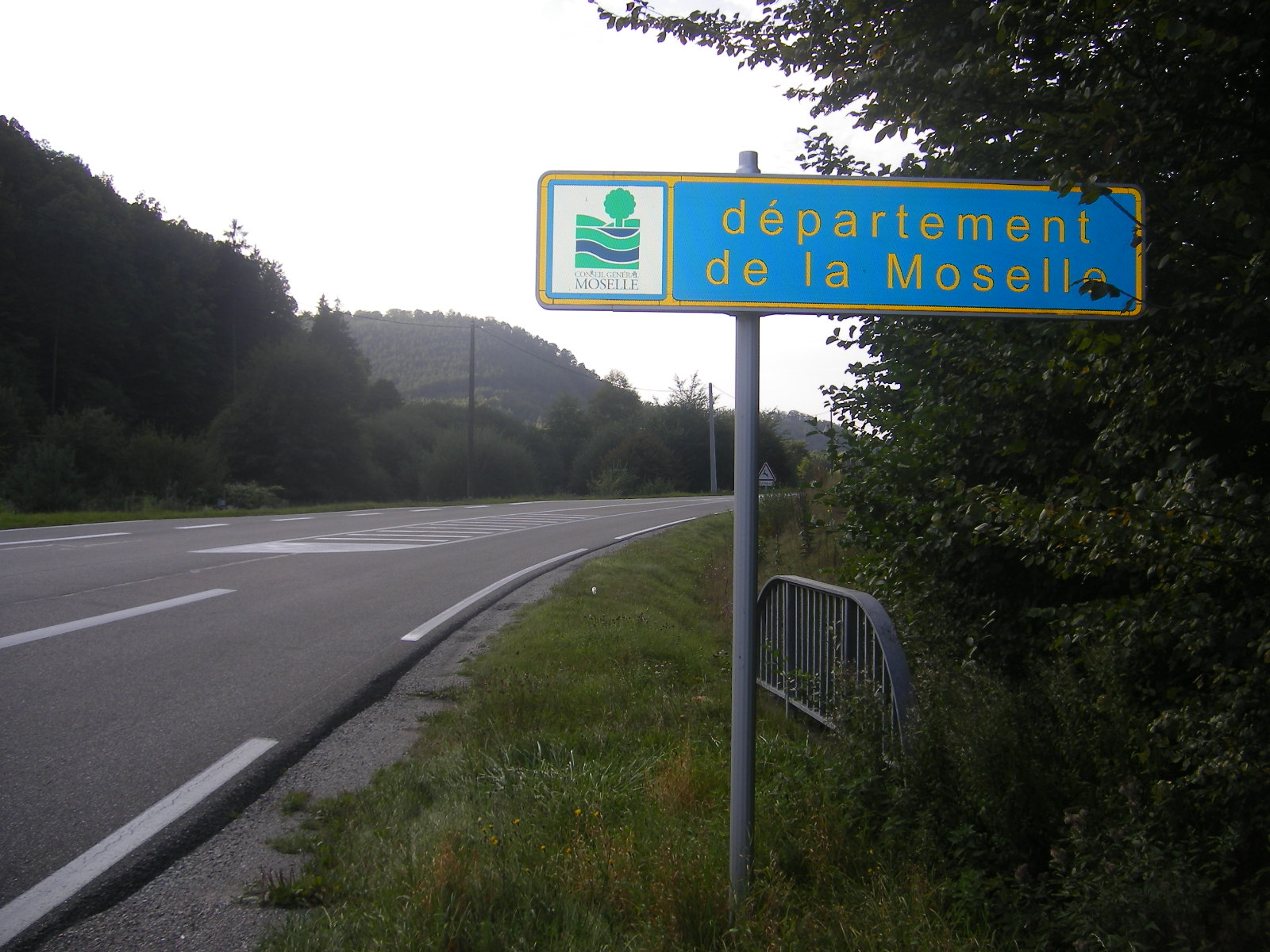
La RN 62 à la limite du Bas-Rhin et de la Moselle
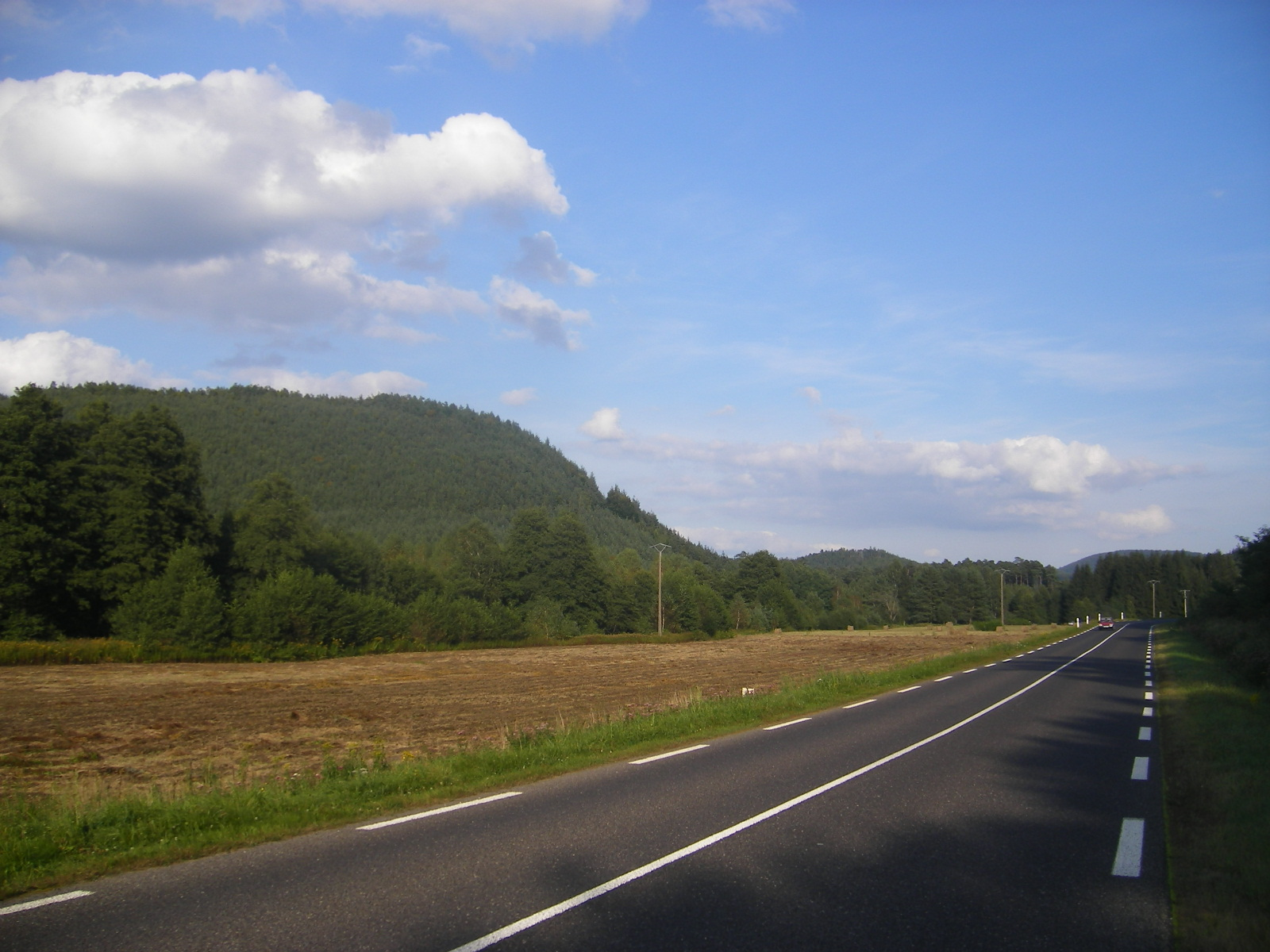
La RN 62 entre Philippsbourg et Bannstein
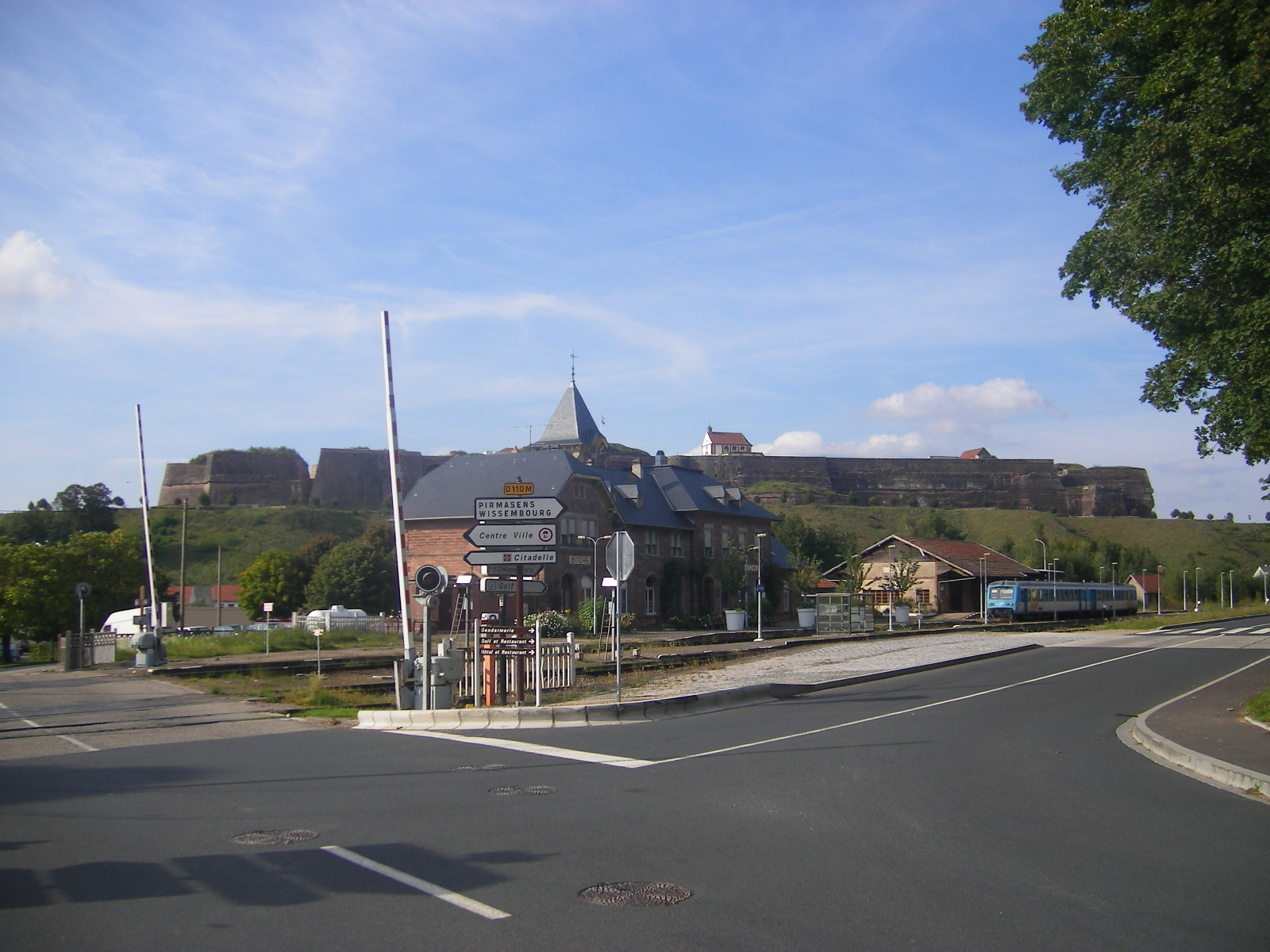
La RN 62 au PN de Bitche